# 두산 전자
(주)두산 전자는 주식회사 두산(斗山, Doosan Corporation)의 사업 부문 중 하나이며, 주력 제품은 전자 제품에서 필수 부품으로 사용되는 인쇄회로기판(PCB)의 핵심소재인 동박적층판(CCL, Copper Clad Laminate)이다.
지난 1974년 창립 이래 50여 년간 축적된 동박적층판(CCL) 제품 품질과 기술력을 바탕으로 스마트폰, 반도체, 통신 장비 등 첨단 전자 산업의 핵심 소재를 공급하고 있다. 최근에는 기존 전자 산업용 소재를 넘어 전기 자동차, 5G/6G 통신, 에너지 등 미래 유망 산업으로 사업 영역을 확대하여 신성장 동력을 확보해 나가고자 한다.

## 제품
- 동박적층판(CCL, Copper Clad Laminate)

전자 제품에서 필수부품으로 사용되는 인쇄회로기판(PCB)의 핵심소재인 동박적층판(CCL, Copper Clad Laminate)을 제조, 판매하고 있다. 특히, 반도체 패키지용 동박적층판(PKG CCL), 통신 장비용 동박적층판(NWB CCL), 스마트폰용 연성동박적층판(FCCL), 자동차 전장용 동박적층판 등 High-end 동박적층판(CCL) 제품 라인업을 갖췄으며 지속적으로 제품 경쟁력을 향상시켜 나가는 글로벌 Top-tier 전자소재 기업이다.
- PFC(Patterned Flat Cable)

전기자동차용 배터리의 핵심 부품인 PFC(Patterned Flat Cable)을 제조, 판매하고 있다. 기존 와이어 하네스 케이블을 대체하여 전기자동차 내 추가 공간 창출 및 차체 감량을 통해 배터리 효율 최적화에 기여할 수 있다.
- 5G mmWave 안테나 모듈(5G mmWave Antenna Module)

Beamforming 안테나 기술을 기반으로 하는 5G 무선 리피터의 핵심소재를 개발하고 있다. 28GHz, 26GHz 고주파 영역의 신호 전송, 수신 및 주파수 변환과 같은 기능을 갖춘 통합 솔루션을 제공할 수 있다.

## 역사
- 1974년: (주)두산 전자의 전신인 한국오크공업 설립
- 1986년: 한국오크공업에서 두산전자(주)로 상호명 변경
- 1988년: 동박적층판(CCL)의 본격적인 국내 생산을 위해 증평공장 준공
- 1991년 : 페놀 방출로 인한 사회적 파장
- 1996년: 동박적층판(CCL) 생산을 확대하고자 익산공장 준공
- 1998년
  - 코오롱전자 주식을 인수하면서 확보한 김천공장에서 동박적증판(CCL) 생산 개시
  - (주)두산은 BG, BU 등 자체 사업 제도를 도입 후 두산전자(주)를 합병하여 (주)두산 전자 출범
- 2004년: 익산공장에 연성동박적층판(FCCL) 생산라인 준공
- 2005년: 증평공장에 매스램 생산라인 준공
- 2011년: 첫 해외 생산기지인 중국 창수공장 준공
- 2015년: 중화권 연성동박적층판(FCCL) 사업 기반으로 생산량 증가하면서 창수공장 흑자 전환
- 2017년: 스마트폰용 FR-4 동박적층판(CCL) 및 연성동박적층판(FCCL) 사업 진입
- 2018년: 통신용 Network Board 및 비메모리 반도체용 동박적층판(CCL) 사업 진입
- 2020년: 중화권사업부를 신설하여 중화권 지역 내 사업 강화
- 2022년: 신사업 추진으로 5G 안테나 모듈 사업 시작

## 같이 보기
- 두산